# Toxopneustes pileolus
Oursin fleur, Oursin toxique
Espèce
Répartition géographique
Toxopneustes pileolus, l’Oursin fleur ou l’Oursin toxique, est une espèce d’oursins tropicaux venimeux de la famille des Toxopneustidae. Cette espèce peut infliger de dangereuses piqures.

## Description

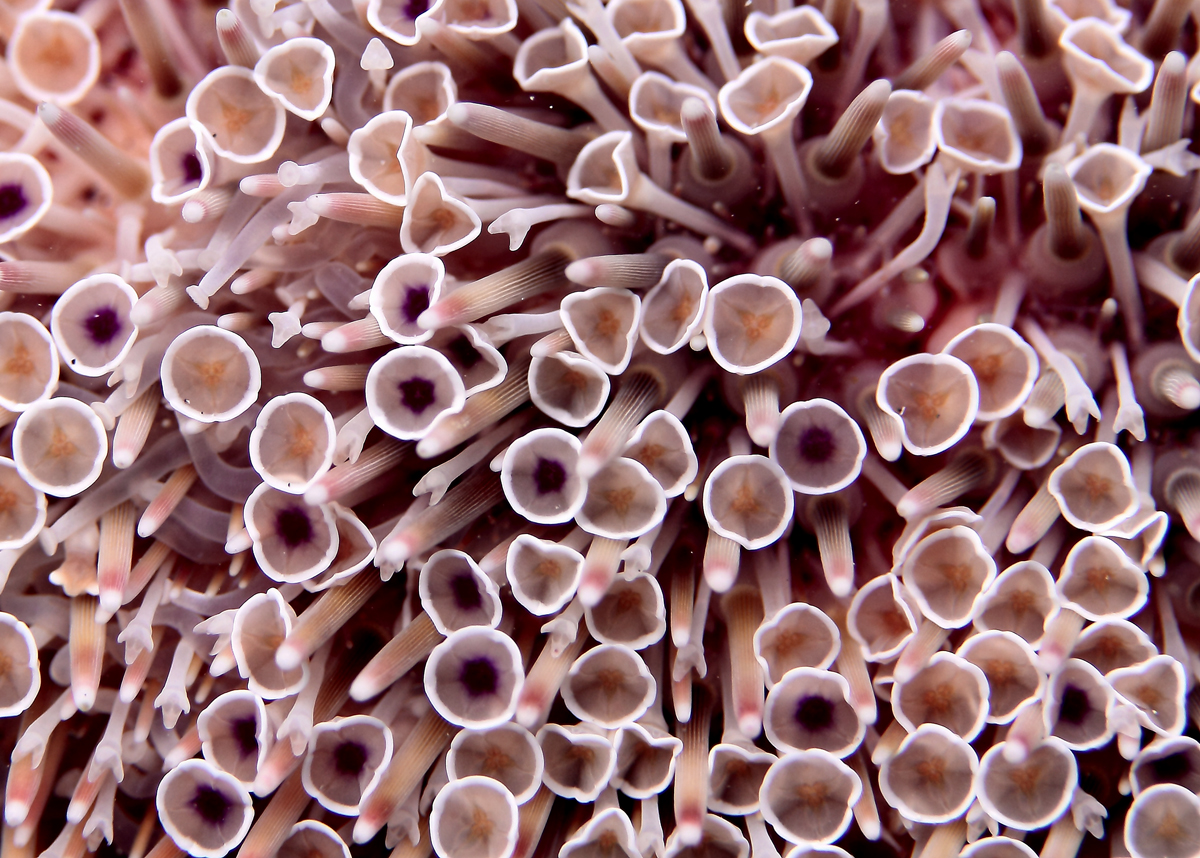
Les dangereux pédicellaires de l'oursin-fleur.

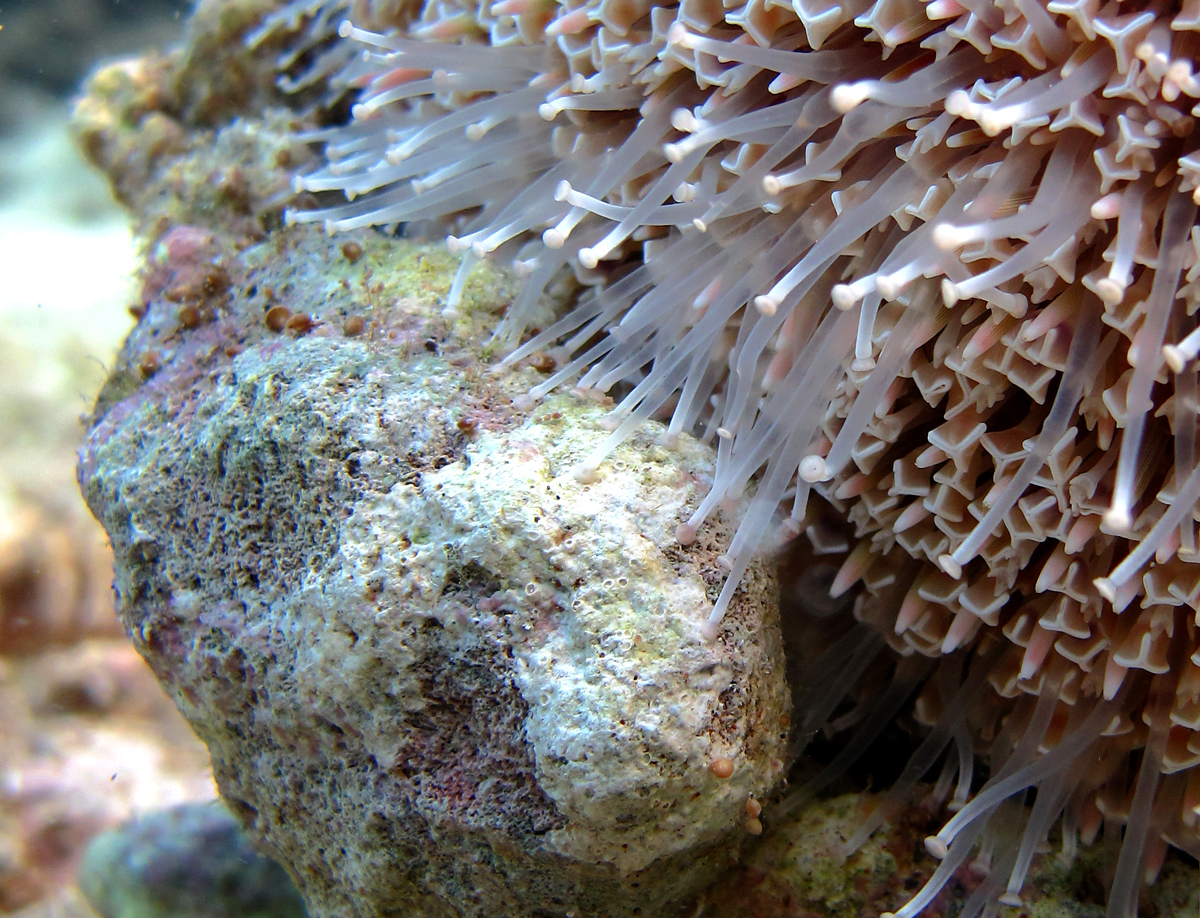
L'oursin-fleur a des podia très développés.

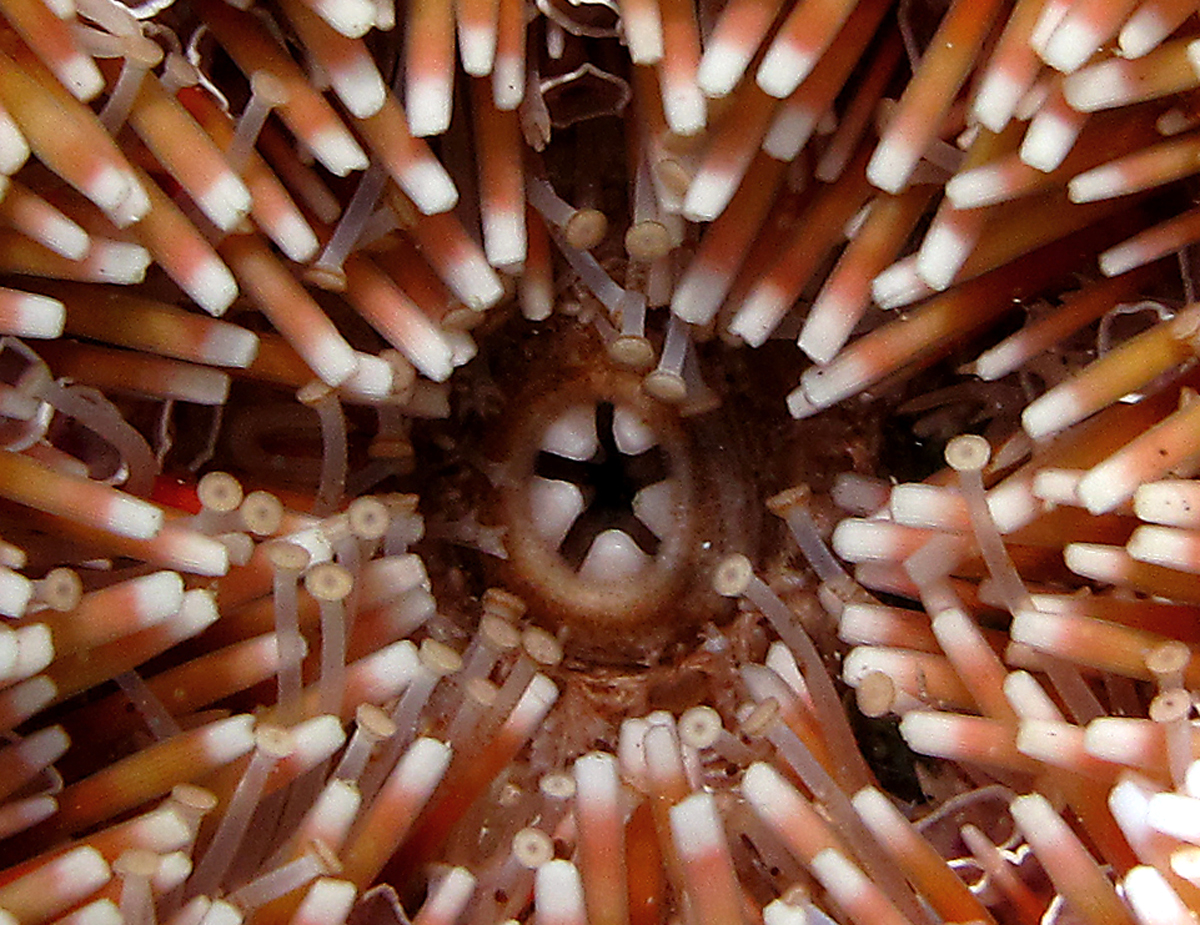
La bouche de l'oursin-fleur est assez petite.

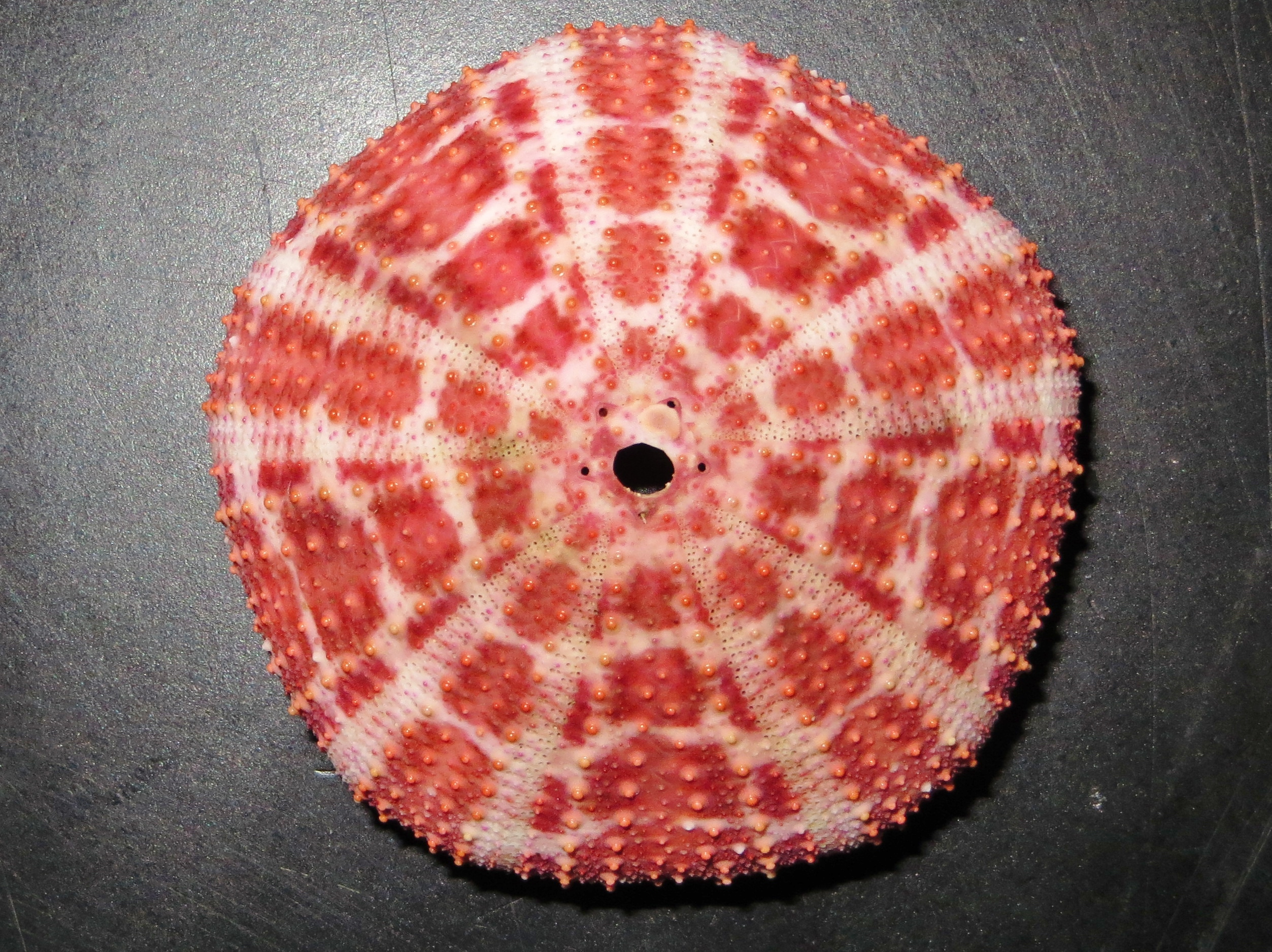
Test d'oursin-fleur.

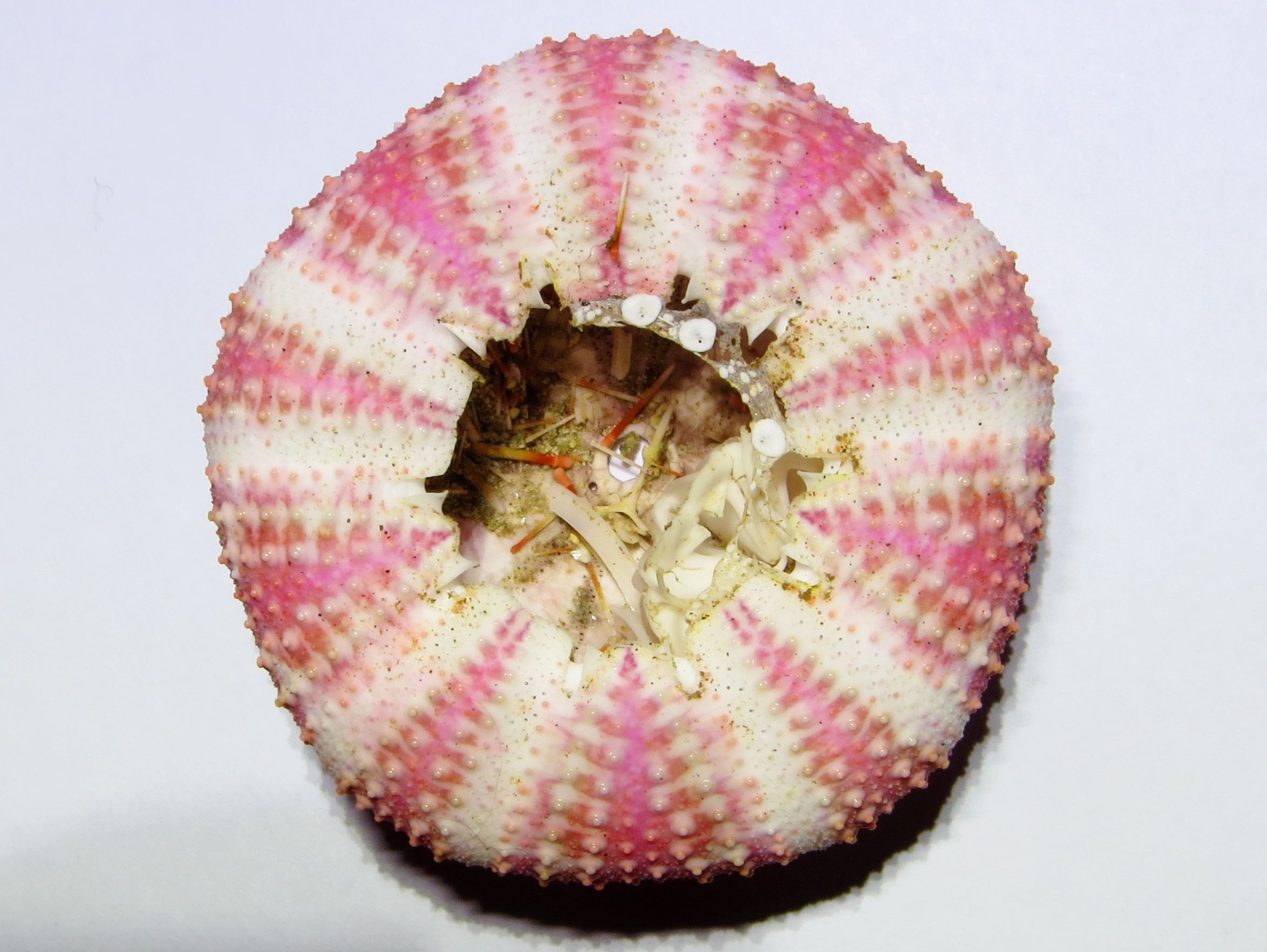
Idem, face orale. On note les couleurs vives et les encoches buccales entourant le péristome, fines et profondes.

C'est un gros oursin régulier pouvant mesurer jusqu'à 15 cm de diamètre. La symétrie pentaradiaire de cet oursin est très visible, laissant souvent apparaître les dix sutures des plaques entre les organes externes, relevées de violet en zigzag. Ses radioles (piquants), blanchâtres ou roses, sont courtes et presque entièrement dissimulées sous une broussaille de podia transparents et allongés, et de pédicellaires en forme de corolle discoïde (auxquelles il doit son nom français), mesurant 4-5 mm de diamètre et pouvant se fermer en pince à trois mors, de couleur pâle mais ponctués d'un cœur violet et cerclées d'un blanc pur très lumineux. Ceux-ci sont équipés de glandes à venin pouvant inoculer par simple contact une toxine extrêmement puissante, voire mortelle pour l'homme : c'est l'oursin (et même l'échinoderme) le plus dangereux.

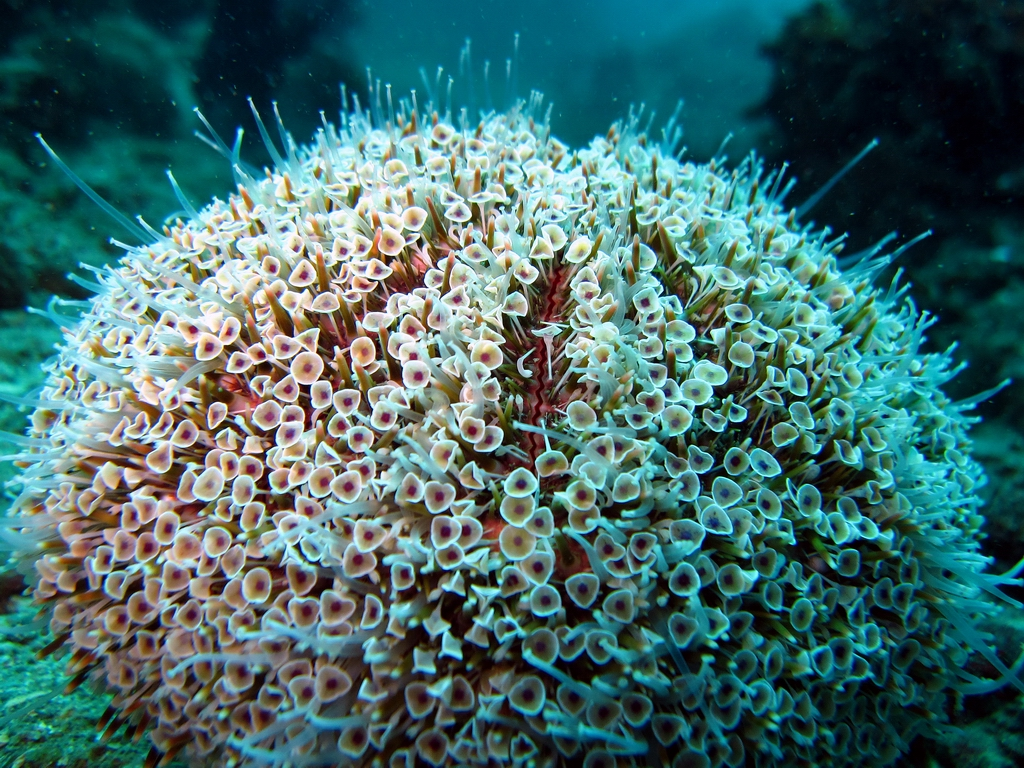
Oursin-fleur à Taïwan.
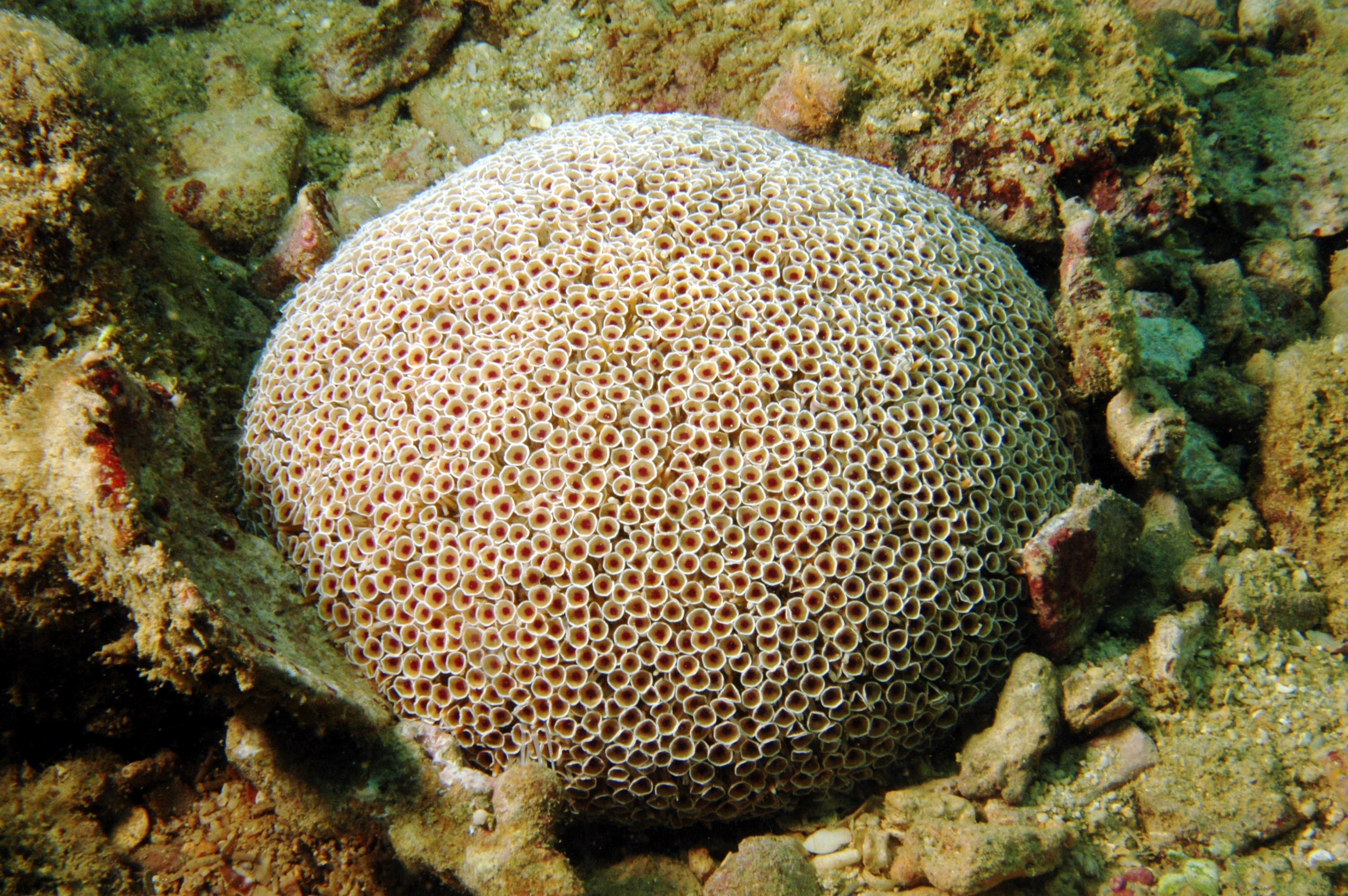
À Okinawa.
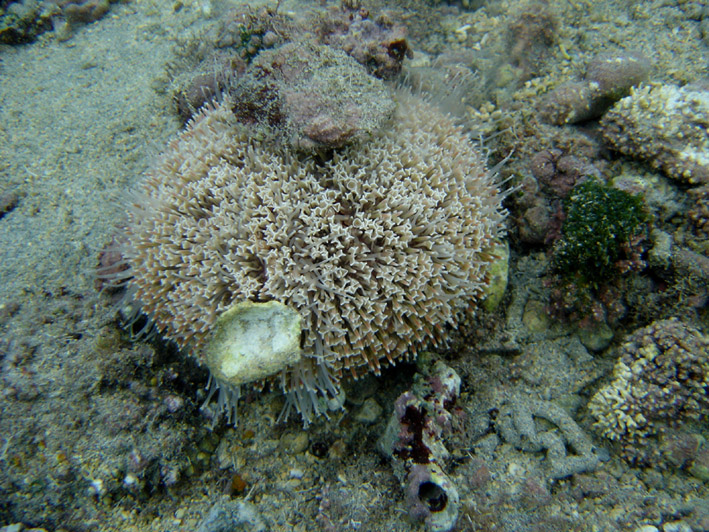
À La Réunion.
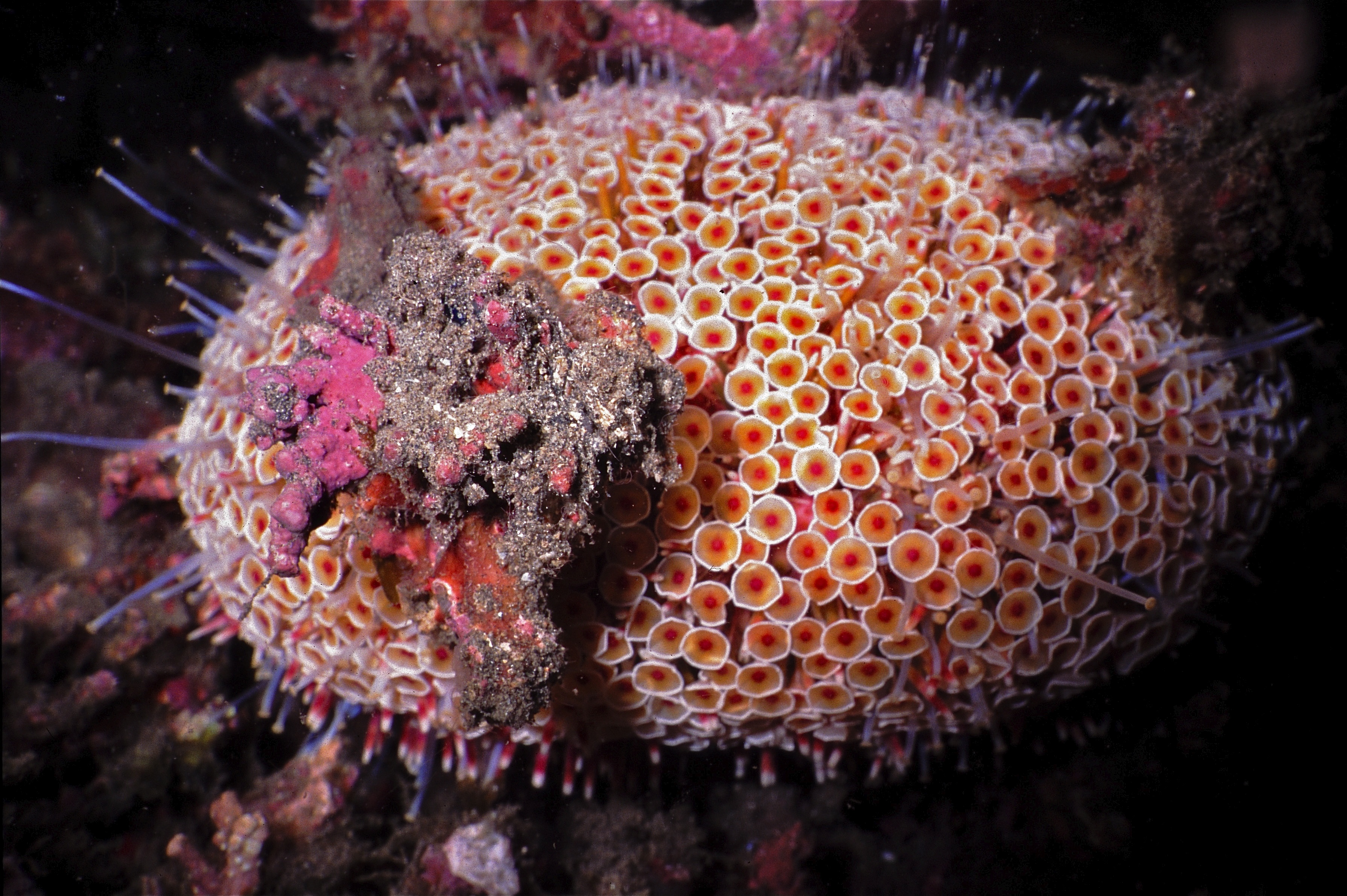
À Célèbes, Indonésie.
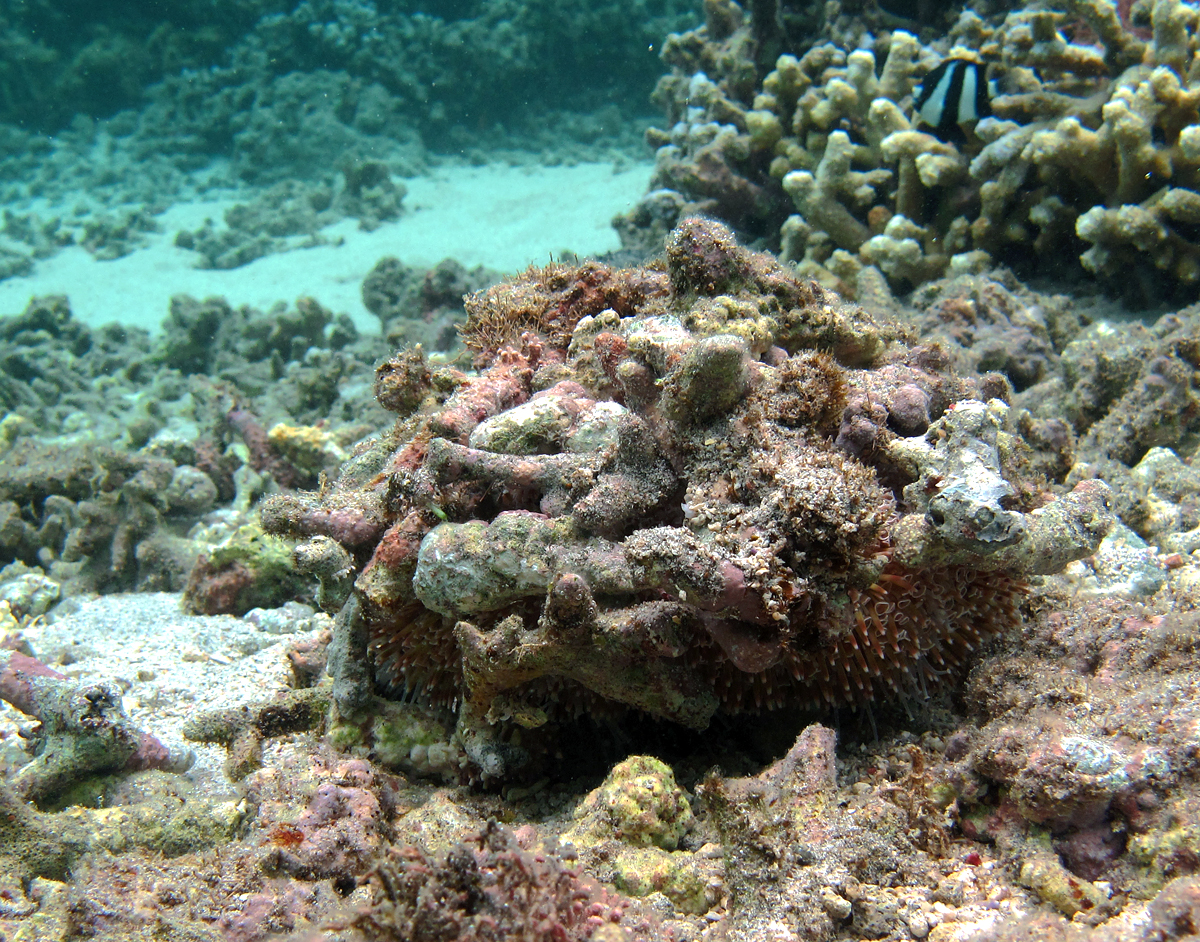
Cet oursin se camoufle souvent avec des débris pendant la journée.
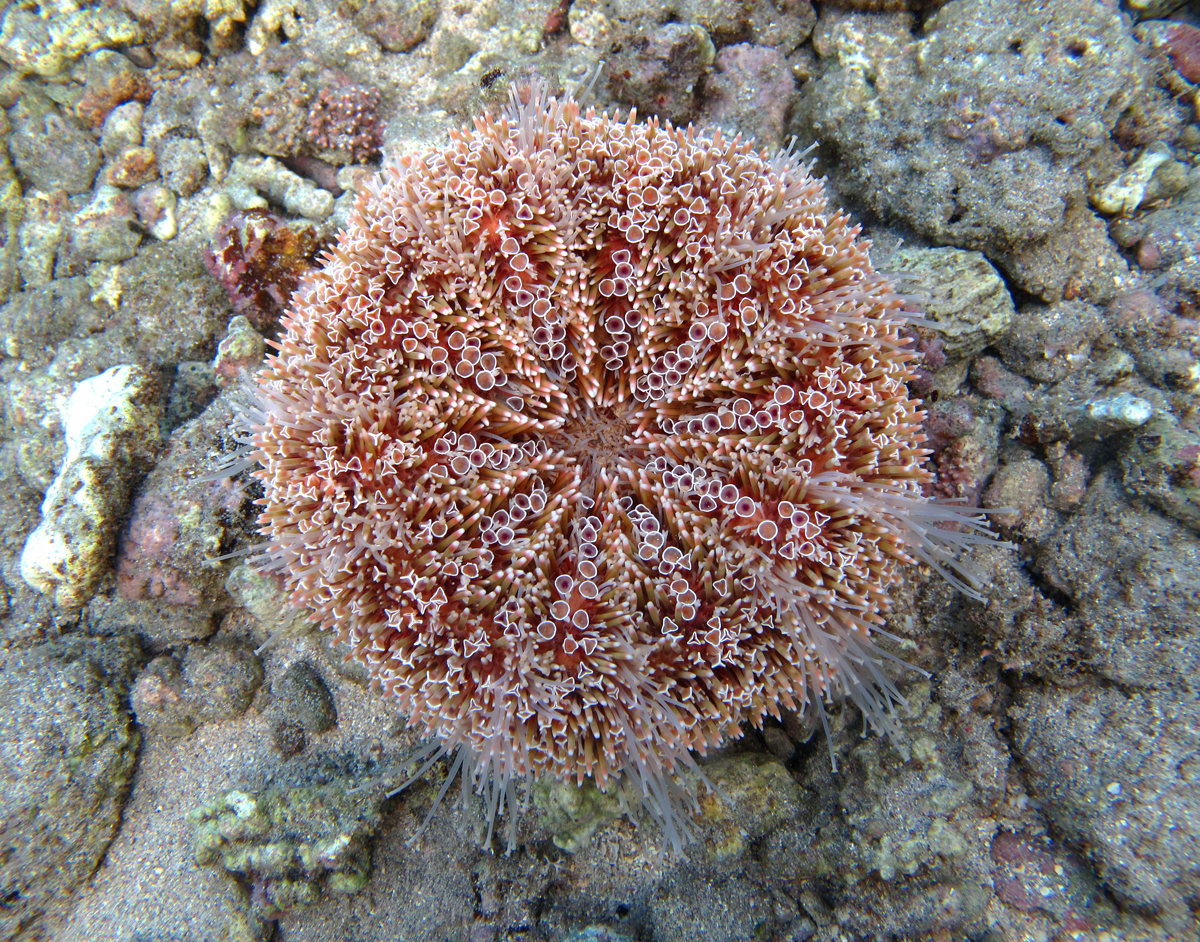
Face orale. Les dix zones ambulacraires sont bien visibles avec leurs podia.

## Habitat et répartition
Cet oursin vit à faible profondeur (0-15 m), ce qui le rend d'autant plus dangereux. Il affectionne les lagons coralliens calmes, et les herbiers ou les fonds sableux.
On le trouve dans les régions tropicales du bassin Indo-Pacifique, des côtes est-africaines aux archipels du Pacifique.

## Écologie et comportement
C'est un oursin principalement herbivore, qui se nourrit d'algues et d'herbes marines. Pendant la journée, il se recouvre souvent de cailloux et de débris pour se camoufler, ce qui le rend d'autant plus dangereux qu'il est difficile à voir.
La reproduction est gonochorique, et après s'être débarrassés de leur camouflage,, mâles et femelles relâchent leurs gamètes en même temps en pleine eau (généralement au printemps), où œufs puis larves vont évoluer parmi le plancton pendant quelques semaines avant de se fixer.
Cette espèce venimeuse peut être l'hôte d'animaux symbiotiques, que l'oursin protège efficacement grâce à son venin, sans doute en échange de services de nettoyage et de déparasitage. On rencontre par exemple entre ses piquants la crevette Gnathophylloides mineri ou encore le crabe-zèbre Zebrida adamsii, qui se ménage une zone nue sans pédicellaires, sans pour autant de réponse agressive de la part de l'oursin.

## L'oursin-fleur et l'Homme
Comme dit plus haut, ce bel oursin si prisé des photographes sous-marins est un animal redoutable : une simple caresse de la main peut s'avérer mortelle, car son venin provient des pédicellaires et non des piquants. Il s'agit d'un des animaux venimeux les plus dangereux des écosystèmes coralliens (d'autant plus qu'il est fréquent dans certains endroits), et de l'échinoderme le plus venimeux.
Sa toxine est une puissante neurotoxine paralytique, qui injectée en quantité suffisante peut suffire à provoquer la mort d'un homme par étouffement en moins d'une heure, et a fortiori la noyade d'un baigneur. Ce venin peut donc être mortel pour un homme adulte, et on n'en connait pas de contre-poison ; une hospitalisation rapide est donc préconisée en cas d'envenimation.
Il semble toutefois que chez certains petits spécimens, les aiguillons microscopiques des pédicellaires n'arrivent pas à percer les épidermes épais comme ceux des mains et des pieds, permettant de manipuler l'animal sans trop de danger : cette pratique hasardeuse est toutefois vivement déconseillée,.

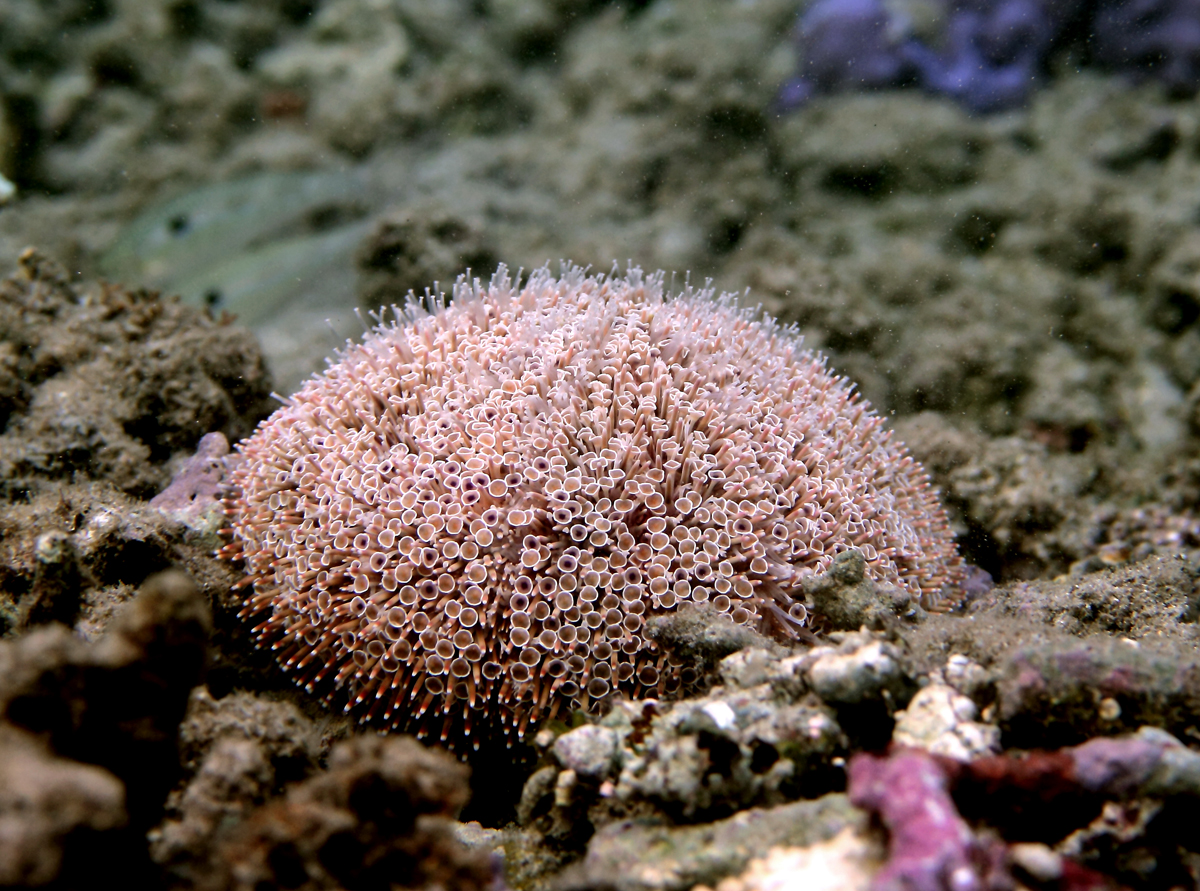
Un oursin-fleur débarrassé des débris dont il se camoufle habituellement. Ce bel animal est rarement aussi visible.

## Systématique
Le nom valide complet (avec auteur) de ce taxon est Toxopneustes pileolus (Lamarck, 1816).
L'espèce a été initialement classée dans le genre Echinus sous le protonyme Echinus pileolus Lamarck, 1816.
Toxopneustes pileolus a pour synonymes :
- Boletia heteropora Desor, 1846
- Boletia pileolus (Lamarck, 1816)
- Boletia polyzonalis (Lamarck, 1816)
- Echinus pileolus Lamarck, 1816
- Echinus polyzonalis Lamarck, 1816
- Toxopneustes chloracanthus H.L.Clark, 1912
- Toxopneustes pileolus (Lamarck, 1816)